# 梅立海螄螺
梅立海螄螺（学名：Epitonium melior）为海螄螺科海螄螺屬下的一个种。